# Lingua inuvialuktun
L'inuvialuktun o inuit del Canada Occidentale è una lingua indigena del Canada, appartenente alla famiglia linguistica delle lingue eschimo-aleutine, parlata da una parte degli Inuit, che definiscono se stessi: Inuvialuit (plurale Inuvialuit).

Distribuzione delle varianti della lingua Inuit intorno all'Artico. I diasletti Inuvialuktun sono parlati nel nord_ovest del Canada; nella carta sono rappresentati nei colori porpora, cachi, verde ed azzurro.

La lingua è molto simile all'inuktitut, tanto che alcuni studiosi tendano a considerarla come un dialetto inuktitut.
La maggior parte dei locutori sono Inuit della zona del delta fiume Mackenzie nei Territori del Nord-Ovest.